# Кокуш, Анатолий Акимович
Анатолий Акимович Кокуш (род. 1951, Керчь, Крымская область) — советский и украинский инженер в области кинотехники (операторской техники для кино и телевидения), основатель фирмы «Фильмотехник», дважды лауреат инженерно-технической награды (Scientific and Technical Academy Award) американской киноакадемии «Оскар» (2006 г.), дважды лауреат инженерно-технической награды Баварской Киноакадемии Cinec Award (2010 г. и 2018 г.) изобретатель, предприниматель.
Получил инженерное образование в Ленинградском институте киноинженеров (ЛИКИ). По окончании (с 1974) работал инженером -конструктором на киностудии им. А. Довженко, затем (в 1986) основал собственную фирму.
Основные разработки:
- гиростабилизированные операторские краны мобильного базирования «Авторобот», также известные как «U-crane»;
- операторские краны серии «Каскад».
- операторские стабилизированные системы «Flight Head»

На операторском оборудовании компании Анатолия Кокуша снято много зарубежных фильмов, таких, к примеру: «Форсаж», «Титаник», «Война миров», «Бэтмен», «Код да Винчи», «Миссия невыполнима 3», «Люди икс», «Царство небесное», «Гарри Поттер», «Аватар», «Хоббит», «Жажда скорости»

## Награды и признание
- Орден «За заслуги» ІІІ степени (2007)[2]
- Scientific and Technical Academy Awards (2006)
- Cinec Award (2010 и 2018)
- Cinegear Award (2021)